# Blue Lu Barker
Blue Lu Barker (New Orleans, 1913. november 13. – New Orleans, 1998. május 7.) amerika dzsessz- és bluesénekesnő. 14 éves kora óta Danny Barker házastársa volt.

| Lady Blackbird                            | Lady Blackbird                            |
| Kattints az alábbi külső linkek egyikére! | Kattints az alábbi külső linkek egyikére! |
| ----------------------------------------- | ----------------------------------------- |
| Nem található szabad kép.(?)              |                                           |
| külső link · jogvédett                    | Lady Blackbird                            |

## Pályakép
Blue Lu Barker (sz.: Louise Dupont) Danny Barkerrel 1930-ban New Yorkba költözött. Az 1930-as, -40-es években gyakran szerepelt Cab Calloway és Jelly Roll Morton társaságában. Férje zenekarával 1938-39-ben, majd az 1940-es években is készített felvételeket. Egy alkalommal Charlie Parker is velük zenélt.
Legismertebb dalai az „I Got Ways Like The Devil”, a „New Orleans Blues”, a „He Caught The B and O” és a „Don't Make Me High”, a „Don't You Feel My Leg?” és a „Leave My Man Alone“ voltak. 1938 novemberében a „Don't Make Me High” című számában Benny Carter, Buster Bailey, Sam Price, Danny Barker és Wellman Braud kíséretével. 1946-ban további felvételi voltak Danny Barker szextettjével. 1947-ben feltűnt a This Is Jazz című rádióműsorban Wild Bill Davison, George Brunies, Albert Nicholas, Joe Sullivan, Danny Barker, Pops Foster és Baby Dodds társaságában.
1949-ben New Orleansban további lemezei születtek Danny Barker és zenekara kíséretéven. Az 50-es években többek között Willie Pajeaud New Orleans Bandjével is énekelt.
Miután 1966-ban visszatértek New Orleansba, Blu Lu és Danny Barker a New Orleans-i dzsesszhagyomány oktatói és mentorai lettek fiatal zenészek számára.
Az utolsó felvételei 1989-ben készültek, amikor ott volt a New Orleans Jazz & Heritage Festivalon a Danny Barker & His Jazz Hounds társaságában.
Korlátozott hangterjedelme ellenére komoly hatást gyakorolt a fiatal énekesnőre, Billie Holidayre.
Temetését közvetítette a televízió.

## Lemezek
- https://musicbrainz.org/search?query=Blue+Lu+Barker&type=artist&method=indexed

## Díjak
- 1997: Louisiana Blues Hall of Fame

## Fordítás
Ez a szócikk részben vagy egészben  a   Blue Lu Barker című német Wikipédia-szócikk ezen változatának fordításán alapul.  Az eredeti cikk szerkesztőit annak laptörténete sorolja fel. Ez a jelzés csupán a megfogalmazás eredetét és a szerzői jogokat jelzi, nem szolgál a cikkben szereplő információk forrásmegjelöléseként.